# Взятие Гергебиля (1843)
Взя́тие Гергеби́ля (1843) — сражение, состоявшееся в период 28 октября (9 ноября) — 8 (20) ноября 1843 года между русским гарнизоном и отрядами имама Шамиля вблизи аула Гергебиль в Дагестане. В результате сражения Шамилем было захвачено укрепление Гергебиль, а гарнизон укрепления был уничтожен.

## Предыстория

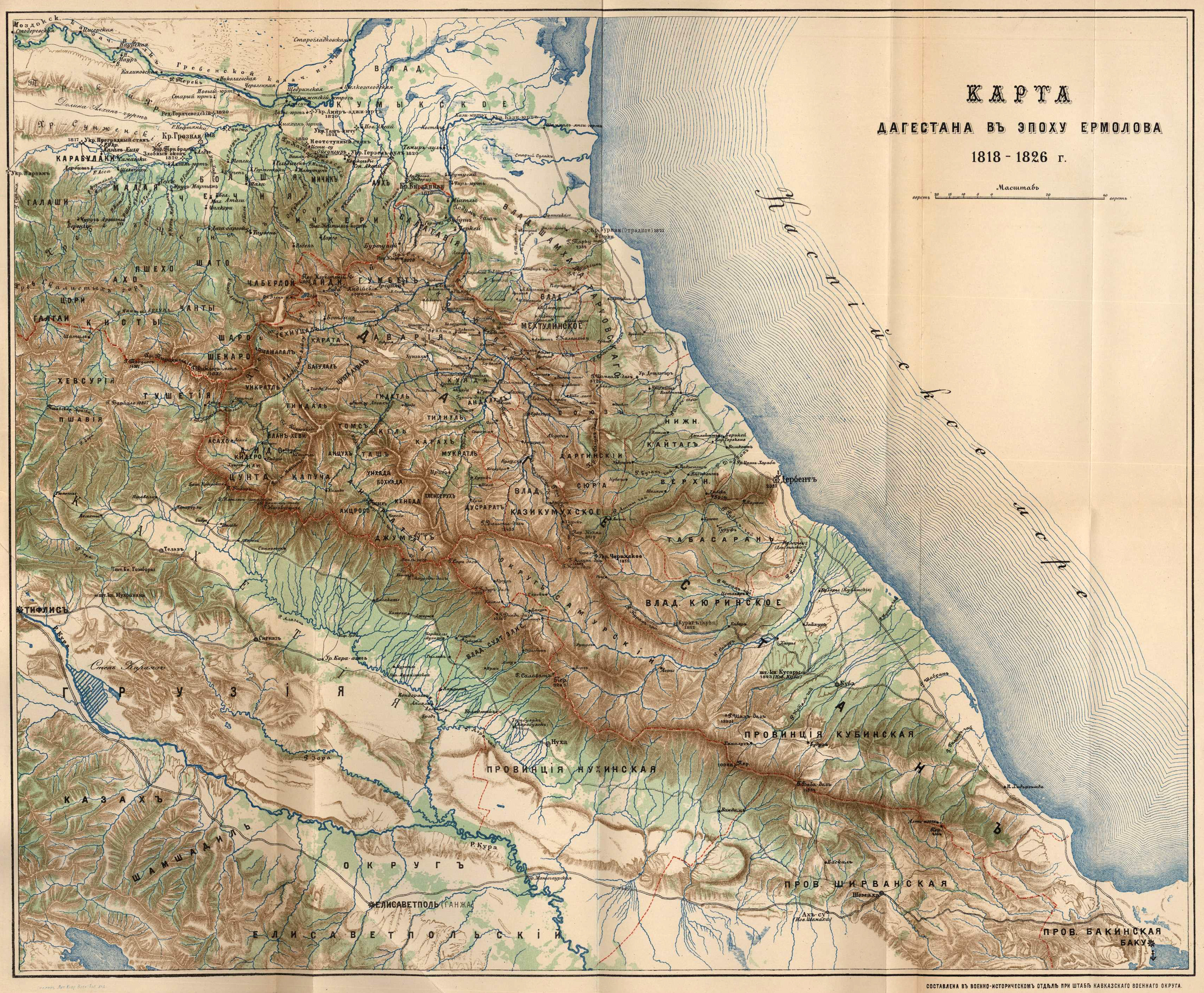
Карта Дагестана в эпоху Ермолова 1818—1826 г.

Близ аула Гергебиль в 1842 году генералом Фези было основано укрепление, которое было местами сложено из булыжного камня на глине, местами из саманного кирпича. В ауле находилась база русских войск, через которую осуществлялась их связь с северными и южными районами Дагестана.

## Положение дел на Северном Кавказе на начало 1843 года
Главнокомандующий русскими войсками на Кавказской линии и в Черномории генерал-адъютант Граббе планировал в 1842 году разгромить Шамиля и взять штурмом его столицу — аул Дарго. Однако поражение, понесенное отрядом во главе с Граббе в Ичкерийском лесу, изменило планы главнокомандующего. В то же время имам Шамиль использовал ситуацию для того, чтобы укрепить и расширить подконтрольную ему территорию. В период с августа по октябрь 1843 г. войска имама Шамиля захватили сёла Унцукуль, Харачи, Балахани, Цатаных, и Гоцатль.

## Место битвы

### АулГергебиль
Во время Кавказской войны Гергебиль несколько раз переходил под контроль обеих противоборствующим сторон, но наиболее важные сражения за это селение произошли в 1843, 1847 и 1848 годах.
Гергебиль в переводе с аварского языка обозначает «котловина». Котловина, в которой находится селение Гергебиль, окружена множеством горных вершин. Селение, включавшее в себя более 400 дворов, лежит в глубоком ущелье в расстоянии версты от слияния двух рек — Кара Койсу и Казикумухской Койсу.

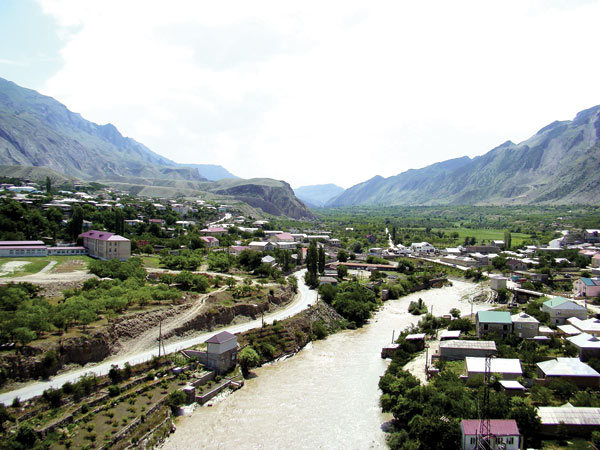
аул Гергебиль

Так описывает аул и укрепление один из русских офицеров — Николай Андреевич Окольничий:

С восточной стороны оно ограждено скалистыми склонами Кутишинских гор, с западной замыкается течением Койсу и лесистыми кряжами левого её берега. Посреди этого ущелья, удушливого в знойные дни, неприступного зимою, когда окрестные горы покрываются льдом, на отдельном кургане, спускающемся широкими полукруглыми террасами к реке, раскинут Гергебиль амфитеатром. Сакли, тесно прижатые одна к другой, правильными этажами поднимаются от основания кургана до самой вершины, постепенно суживаясь, следуя фигуре горы; крыша нижней сакли служила дорогою к следующей непосредственно над нею, а промежутки между ними (улицы) были так тесны и кривы, что непривычный человек непременно заблудился бы в этом лабиринте грязи и варварства. На террасах, служивших подножием Гергебилю, были разведены густые сады, заставлявшие удивляться усилиям человека, покорившего эту каменную, бесплодную почву. Сады эти придавали большую живость унылому Гергебилю.
Главная часть укрепления, в виде замкнутого с горжи люнета, была расположена на самом берегу Койсу для обстреливания противоположного берега и обороны переправы через каменный мост. От укрепления к реке сходил зигзагами крытый путь, а для непосредственной обороны с левого берега моста, называемого Гомли-Кёрпи, были возведены две оборонительные башни, на несколько человек каждая. Чтоб воспрепятствовать с Гергебильских террас раскрывать внутренность главного (Нижнего) укрепления, на одной из них был возведен шестиугольный редут, вместимостью на роту.— Военный сборник № 6 1859 г.

### Расстановка сил к началу осады
Гергебильское укрепление состояло из двух частей: верхнего и нижнего, которые защищались двумя ротами — 3-й карабинерной и 7-й егерской — Тифлисского егерского полка в составе 306 человек (при трёх орудиях и двух мортирах) под командой майора Шаганова.
Назвать точное количество солдат-горцев не представляется возможным в связи с тем, что в армии горцев не вёлся письменный учёт своим силам. По данным из разных источников, численность отрядов горцев окруживших укрепление, варьировалось от 5 до 10 тыс. человек,

## Осада

### 1-й период
28 октября (9 ноября н.ст.) 1843 г. передовые части войска горцев под руководством наиба Кибит-Магомы показались на высотах близ Гергебиля со стороны селения Кикуни. В течение всего периода осады к Кибит-Магоме непрерывно прибывали новые подкрепления.
Утро 29 октября (10 ноября н.ст.) было занято передвижениями в стане горцев. Окружив укрепление, горцы сделали попытку захватить его стремительным штурмом, однако ни эта попытка, ни другая, имевшая место 1 ноября (13 ноября н.ст.), не увенчались успехом. Защитники укрепления отразили наступление плотным картечным огнём. Понеся большие потери, горцы отступили и изменили тактику своих действий. Атакующие стали рубить сады, устраивать фашины и туры, под прикрытием которых стали шаг за шагом приближаться к валу верхнего укрепления. Атакующие имели в своем распоряжении три пушки; их ядрами были пробиты стены верхнего укрепления. Оценив положение дел, осаждённые решили оставить верхнее укрепление. Отступив со своих позиций, русские солдаты применили незнакомый до сих пор горцам способ обороны — оставленные позиции были заминированы. Под офицерским флигелем и казармой были закопаны четыре пудовых бочонка с порохом, а из брезента был сшит сосис (брезентовый рукав, начинённый порохом), длиной в сорок восемь аршин, который был проведён за стенку укрепления в место, где в укрытии находились унтер-офицеры Чаевский, Неверов и рядовой Семёнов, готовые пожертвовать собой. В ночь на 3 ноября (15 ноября н.ст.) артиллерия и имущество 7-й роты были перенесены в нижнее укрепление. В верхнем укреплении с тем, чтобы замаскировать отступление роты, остались лишь унтер-офицер Знобышев с шестью рядовыми. Утром, заметив снижение интенсивности огня обороняющихся, горцы забросали ров фашинами, ворвались в укрепление, несколько сотен их бросились в казарму и офицерский флигель. В этот момент мины были подорваны. Взрыв разнёс здания казармы и флигеля, а под завалами оказались погребены, по разным данным, от 100 до 300 атакующих.

### 2-й период, падение укрепления
За неделю боёв и русский гарнизон понес значительные потери. К 3 ноября (15 ноября н.ст.) в нижнем укреплении осталось всего 140 солдат, которые, отклонив предложение сдаться, продолжили сопротивление. На расстоянии нескольких сотен шагов от нижнего укрепления были сложены дрова, заготовленные на зиму. Устроив укрытие за этими дровами, горцы продвигались к крепостному валу, закрывая себя от ружейных выстрелов кострами, образуемыми горящими поленьями, которые атакующие бросали впереди себя. Ползком, добравшись до такого удобного прикрытия, они снова принимались перекидывать дрова, и плотный ряд высоких костров все теснее охватывал укрепление. 6 ноября (18 ноября н.ст.) горцы вплотную приблизились к валу укрепления, из защитников гарнизона в живых осталось около 70 человек. После полудня осаждённые увидели подмогу на близстоящих высотах. Это был Дагестанский отряд генерала Гурко, численностью в 1600 человек. Однако отряд не пришел на помощь осаждённым. Генерал Гурко предоставил гарнизон Гергебиля его собственным средствам.
Из воспоминаний участника событий — барона Ф. Ф. Торнау: 

«…местность слишком неприступна и, кроме того, усеяна искусственными преградами: по обе стороны дороги, вернее сказать вьючной тропинки, спускавшейся с Кутишинского хребта в Гергебильскую котловину, на протяжении трех или четырёх верст виднелся завал возле завала. Каждый из этих каменных завалов, занимая крутой гребень или шпилем выдававшуюся скалу, составлял как бы отдельное укрепление, обороняемое последующим завалом. Кроме батальона, оберегавшего северный выход из Аймакинской теснины, которого нельзя было тронуть с места, в нашем отряде имелось 1.500 штыков и 5 горных орудий, а на туземную конную милицию нечего было рассчитывать: её водили мы за собой разве только для того, чтобы она преждевременно не бежала к Шамилю. Двинувшись под гору с такими малыми силами, мы рисковали, штурмуя завал за завалом, на пути потерять половину людей, а другою половиною увеличить только число бесполезных жертв»— Ф.Ф. Торнау. Воспоминания русского офицера. Вена 1880 г.
Горцы продолжали штурмовать укрепление и на глазах Дагестанского отряда бросались на штурм. 8 ноября (20 ноября н.ст.) Гергебиль пал. Почти все из оставшихся в живых на момент падения 50 защитников укрепления были вырезаны горцами.
О падении Гергебиля:

«... 7 ноября пало Гергебильское укрепление. Еще 30 [октября] оно было обложено неприятелем, 3-го верхнее укрепление разбито из орудий со стороны садов и дер. Гергебиль. Гарнизон был принужден ограничиться занятием одной нижней части; тогда блокада стеснилась. 5 ноября происходило совещание в Ходжал-Махи из акушинских и цудахарских жителей и было решено большинством голосов не принимать мюридов; но общее волнение умов увлекло их под знамена Шамиля. В тот же самый день многие последовали за Аслан-кадием Цудахарским к неприятелю. Шамиль обещал цудахарцам и акушинцам всю добычу по взятии Гергебиля и направлял их на штурм укрепления, 6-го и 7-го числа эти штурмы производились огромными толпами и с большим ожесточением, но были постоянно отбиваемы и преследуемы вылазками из укрепления ... На одной из вылазок был убит храбрый майор Шаганов, начальник укрепления. Это обстоятельство, сильные потери и отчасти обратное движение с перевала генерала Гурко уронили бодрость солдат, 7-го разбито нижнее укрепление и взято приступом. Неприятель не щадил остатки кара-шайтанов (черных чертей), как прозван им гарнизон Гергебиля, из тифлисских егерей состоявший. …»

## Итоги и последствия

### Потери сторон
Весь гарнизон укрепления численностью около 300 человек был истреблён за исключением нескольких нижних чинов — штабс-капитана фон Платена и раненого в лицо поручика Щодро. Последнего спасли жители Ахальчи, у которых он стоял в селении с ротою более года; они его вывезли в арбе под мешками и передали в Чиркат, откуда он вскоре был обменян на одного мюрида.
Потери горцев в рапорте генерал-адъютанта Нейдгардта оценены в 1000 человек.

### Ситуация на северо-восточном Кавказе после взятия Гергебиля
Падение Гергебиля стала сигналом к восстанию койсубулинских аулов, лежащих по правому берегу Аварской Койсу. Воинство Шамиля взяло в блокаду Темир-Хан-Шуру и разрушило двенадцать укрепленных пунктов: Унцукуль, Балаханы, Моксох, Ахальчи, Цатаных, Гоцатль, Гергебиль, Бурундук-Кальская башня, Хунзах, Низовое, Зыряны и Гимры.
Потеря укрепления Гергебиль вынудила русские войска покинуть Аварию. Генерал Гурко писал генералу Клюки-фон-Клугенау от 7 ноября: «Вы уверяли меня, что занятие Хунзаха удерживает в повиновении общества по правую сторону Аварской Койсу, между тем на деле ничего этого не оправдалось: Гергебиль осажден, Цудахарцы, Акушинцы и Мехтулинцы бунтуют, а в Аварии пропадает даром четыре батальона. Прикажите подполковнику Пассеку скрытно очистить Хунзах».
Вследствие этого генерал Клугенау отправил предписание подполковнику Пассеку отступить из Аварии, присоединив к себе батальон, расположенный в Балаканах, и срыв само укрепление. Вместе с очищением Аварии приказано было вывести гарнизон из аула Гимры, так как он не мог там держаться без содействия жителей.

### Последствия
В июле 1844 года русские отряды под командованием генерала Пассека, не встретив сопротивления, вошли в аул Гергебиль и сожгли его дотла. В 1848 году Гергебиль был взят русскими войсками под командованием князя Воронцова.